# جادوگر (مجموعه تلویزیونی لهستانی)
جادوگر (لهستانی: Wiedźmin) یک مجموعهٔ تلویزیونی فانتزی لهستانی است که در سال ۲۰۰۲ منتشر شد. داستان این فیلم بر پایهٔ ماجراهای ویچر، آخرین آرزو و شمشیر سرنوشت اثر آندژی ساپکوفسکی بنا شده‌است.

## گزیدهٔ بازیگران
- میخاو ژبروفسکی در نقش گرالت از ریویا
- زبیگنیف زاماخوفسکی
- گراژینا ولشچاک
- اِوا ویشنیفسکا
- یژی نوواک
- کینگا ایلگنر
- آندژی خیرا
- کارولینا گروشکا
- داریوش شیاستاچ
- آنا دیمنا
- مارک بارگیه‌ئوفسکی
- ماچئی کوزووفسکی
- اولگیرد ووکاشِـویچ
- میخاو برایتن‌والد
- آگاتا بوزک
- ماریوش سانیترنیک
- یانوش خابیور
- آگنیشکا شیتک
- دوروتا کامینسکا
- رافائو کرولیکوفسکی
- دانیل اولبریخسکی
- میروسواف زبرویویچ
- ماگدالنا واژخا
- تادئوش وویتیخ
- اولگیرد ووکاشِـویچ
- داریوش بیسکوپسکی
- مارک والچفسکی
- ماریان گلینکا
- یاروسواف بوبرک
- کامیلا سالوروویچ
- یژی شیبال
- توماش زالیفسکی
- پاوئو ماواشینسکی
- آگنیشکا دیگانت
- ماوگوژاتا لیپمان
- ماریا پِـشِـک
- میخاو میلوویچ
- والدمار چیشاک
- ماریوش یاکوس
- آرتور کرایفسکی
- رافائو مور
- آرکادیوش یانیچک